# El Templat
El Templat, és el nom que rep popularment el campanar de Borriana, un dels seus símbols més emblemàtics. Està catalogat com a bé d'interés cultural (BIC) en la categoria de monuments.

## Història
Va ser construït el segon terç del segle xiv com a torre forta de la Casa de la Vila o Palau Municipal, així com a torre vigia i de comunicacions. En un principi exempta (com les de Sant Mateu, Castelló, Cervera del Maestrat, Benicarló o Vila-real) la torre formava part de les defenses urbanes, al mateix temps que símbol cívic i emblema del poder municipal. Aquesta situació i la seua tipologia octogonal la fan pionera d'una sèrie de campanars, que seguint aquest model es construïren arreu del País Valencià a partir del segle xv i que se seguiren construint amb poques variacions derivades de l'estil imperant fins al segle xviii.
El cronista Viciana, com a borrianenc, era conscient de la importància defensiva d'aquesta torre i va deixar constància d'això a la seua Crònica: "es templo muy grande y hermoso, con una torre fuerte para campanario, todo hecho de piedra picada y en este campanario hay muchas y buenas campanas, quen la hechura y sonido son de las mejores del reyno".
El 5 de juliol de 1938 enmig del decorrer de la Guerra Civil es dinamità el campanar, i entre 1940 i 1945 es va reconstruir seguint els plànols d'Enric Pecourt i amb la direcció d'obres de Vicent Piqueres, introduint-se algunes modificacions en l'estructura interna però no a l'exterior (si exceptuem que es va recréixer en altura, ara té 50 metres, per adaptar-lo al sistema mètric decimal).

## Característiques i funcions
Així doncs, el campanar es construí com a torre forta del Consell o de la Universitat de Borriana, degué tindre una armeria i aljub amb un accés directe a la torre, a través d'una obertura ogival, que a finals del segle xix comunicava amb la casa del campaner, avui dia recau a nivell de carrer i està custodiat per dues gàrgoles amb forma de lleó procedents de la reforma barroca del segle xviii i les úniques conservades senceres després de la voladura del campanar. La tipologia de palau fortificat amb torre era freqüent a les ciutats italianes i franceses, però també valencianes, com el palau dels Borja, el de l'Almoina, l'antiga Casa de la Ciutat o el de la Generalitat.
A més la torre servia de torre de comunicació i hi tenia allotjat el rellotge (el 19 de novembre de 1492 es contractà a València la reparació del rellotge mecànic amb el mestre Pere Alemany, d'origen germànic i instal·lat a la ciutat), perquè en el segle xv el rellotge públic era una necessitat per a Borriana, tant pels quefers litúrgics, com pels municipals i la vida quotidiana, però també per a controlar l'hora del reg, tan important a la Plana.
El campanar és una construcció prismàtica de carreus, que inscriu un octògon sobre una base quadrada, i aquesta alçada sobre tres escalons i a partir aquestos s'obrin dues portades ogivals d'accés a les cares nord-oest i nord-est. La torre estava configurada en quatre trams o cossos separats per motllures: el primer incloïa el basament quadrat format per setze filades de carreus sobre les quals i mitjançant quatre trompes inverses es passava del quadrat a l'octògon, era un cos massís menys les dues obertures que confluïen a l'eix central de la torre on començava l'ampla escala de caragol.
Com s'observa a les fotos antigues, totes exteriors, el campanar tindria tres cambres centrals cobertes amb voltes de creueria radiada. La segona per al rellotge, afegit posteriorment, i la superior destinada a allotjar el cos de campanes. Aquesta tenia vuit finestrals, de mig punt segurament, un d'ells cegat per a facilitar la ubicació de l'escala d'accés a la terrassa.
Exteriorment no tingué més decoració que els cordons que divideixen els diferents cossos i les obertures de mig punt de la sala de campanes, de forma semblant al campanar de Sant Mateu (ca. 1414); o amb pinacles sobresortints de la cornisa. Ja al segle xviii es reconstruí la sala de campanes i el remat seguint l'estil de moda aleshores i fixant com a model la torre veïna de Vila-real, segurament amb el mateix mestre d'obres.
El 2022 la batllia negocia amb el bisbat per recuperar la titularitat del campanar com que l'església se'l va immatricular com a bé immoble al segle xx.

## Les campanes
En són set: la Tiple, la Rondana, la Blaia, la Mare de Déu i el Nostre Senyor, d'acord amb la terminologia tradicional; aquestes són les cinc principals o tracicionals. A elles s'afegiren a partir de l'any 1945 dues menudes: el Cimbolet i una altra campaneta procedent de l'antic Calvari.
El Cimbalet Menor (64kg) 1975, el Cimbalet Major (86kg) 1879, el Nostre Senyor (1332kg) 1946, la Blaia (620kg) 1941, la Rondana (422kg) 1954, la Tiple (275kg) 1941, la Mare de Déu (1077kg) 1954.